# Kurtzrock (Adelsgeschlecht)

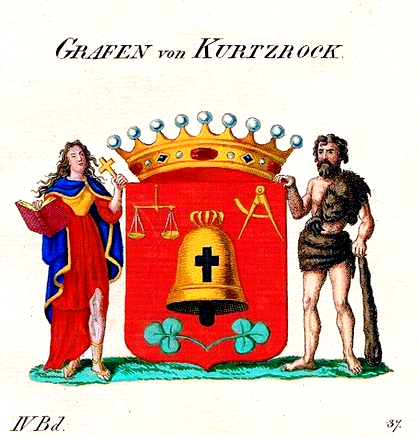
Kleineres Wappen der Grafen von Kurtzrock

Kurtzrock ist der Name eines ursprünglich thüringischen Adelsgeschlechts, das vom 17. bis 19. Jahrhundert leitende Ämter des norddeutschen Postwesens bekleidete (Hildesheim, Hamburg und Lübeck). Das Adelsgeschlecht wurde 1678 in den rittermäßigen Reichsadel, 1707 in den Reichsfreiherrnstand und der österreichische Zweig 1819 in den Grafenstand erhoben. Mit dem Tod des Sohnes der letzten Gräfin von Kurtzrock-Wellingsbüttel 1921, dem preußischen Freiherrn Hugo von Leonhart-Kurtzrock, erlosch das Geschlecht.

## Geschichte

### Überblick
Die Herren, später Freiherren und Grafen von Kurtzrock waren ursprünglich eine katholische thüringische Familie, die Kaiser Rudolf II. 1587 als adlig bestätigte. Heinrich und Theobald von Kurtzrock erhielten am 14. April 1654 von Kaiser Ferdinand eine Wappenvermehrung. Theobald von Kurtzrock war zunächst fürstbischöflicher hildesheimischer Amtmann in Ruthe und ab 1676 kaiserlicher Gesandter in Bremen; als solcher übte er bald von Münster über Ostfriesland bis Hamburg erheblichen Einfluss aus. Er heiratete die Tochter des Hamburger Reichspostmeisters Johann Baptista Vrints von Treuenfeld und erwarb 1673 das Gut Wellingsbüttel, für das er und seine Nachkommen Reichsunmittelbarkeit beanspruchten. Mit Diplom vom 3. April 1678 erhielt er den rittermäßigen Reichsadel mit dem Titel Edler von Wellingsbüttel. Seine Söhne Max Heinrich und Franz wurden wie sein mit seiner Schwester verheirateter Schwager, der Postmeister Heinrich Bagen von Ehrenfeld, vom Fürstbischof von Hildesheim mit dem einst von der Postmeisterfamilie Hinüber errichteten Posthof vor den Toren der Stadt Hildesheim belehnt.

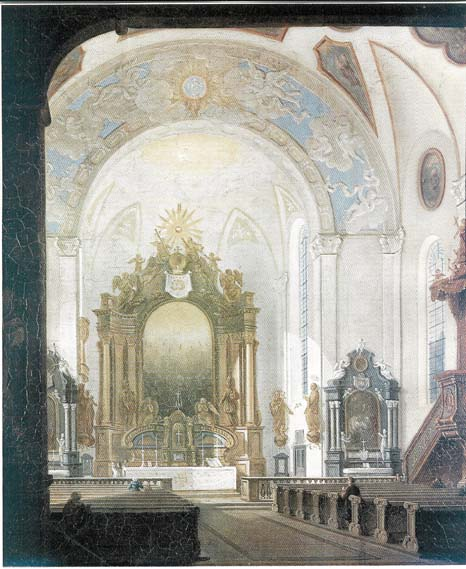
Inneres der St. Joseph (Hamburg-St. Pauli) (um 1850) mit dem von Maximilian Heinrich von Kurtzrock 1723 gestifteten Hochaltar

Sein Sohn Maximilian Heinrich von Kurtzrock auf Wellingsbüttel, holsteinischer Kammerherr, kaiserlicher Reichshofrat und Resident beim Niedersächsischen Reichskreis, wurde von Kaiser Joseph I. am l. September 1707 in den Reichsfreiherrnstand erhoben. Die katholische Familie gehörte zu den Förderern des Baues der St. Joseph (Hamburg-St. Pauli); 1723 stiftete Maximilian Heinrich von Kurtzrock mit Unterstützung durch Fürst Anselm Franz von Thurn und Taxis den 1874 entfernten barocken Hochaltar. Im 18. Jahrhundert erhielten drei Mitglieder der Familie Domherrenstellen am Lübecker Dom; zwei waren zugleich Pröpste des Kollegiatstifts Hl. Kreuz in Hildesheim.
Clemens August von Kurtzrock (1745–1822) erwarb Grundbesitz in Niederösterreich und wurde 1777 in die niederösterreichische Landmannschaft rezipiert. 1806 musste er nach erheblichem militärischem Druck des dänischen Kronprinzen und Regenten Friedrich VI. Wellingsbüttel an die dänische Krone verkaufen. 1819 wurden er und seine Söhne als Grafen von Kurtzrock-Wellingsbüttel in den österreichischen Grafenstand erhoben. Er wurde in der Krypta der St.-Joseph-Kirche (St. Pauli) beigesetzt.

### Leonhart-Kurtzrock
Die Tochter des letzten Grafen von Kurtzrock, Carl Graf von Kurtzrock († 1874), Maria Theresia Alexandrine, heiratete 1850 Aloys Wladimir von Leonhart. Nach dessen Tod 1879 wurden sie und ihre Nachkommen mit Diplom vom 21. Januar 1883 in den preußischen Freiherrnstand unter dem Namen Leonhart-Kurtzrock erhoben. Der Mannesstamm erlosch mit ihrem Sohn 1921.

### Besitzungen
- Banzin (Vellahn) und Harst (Wittendörp) 1716–1764
- Wellingsbüttel 1673–1806
- Schönweide (Grebin) 1722–1797
- Almstedt 1790
- Burg Dattenfeld
- Villa Leonhart, Königswinter 1893–1935

## Wappen

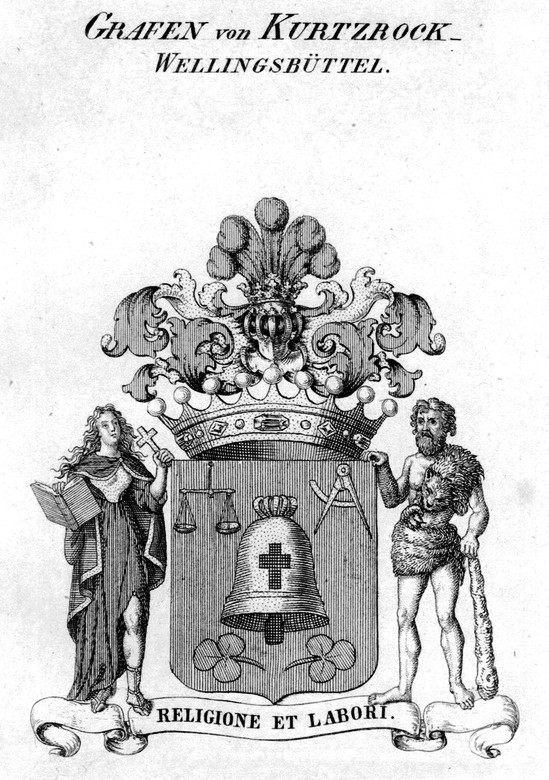
Großes Wappen der Grafen von Kurtzrock-Wellingsbüttel

Das gräfliche Wappen zeigt auf Rot eine goldene Glocke, deren Schwengel unten hervorragt und die mit einem schwarzen Kreuz bezeichnet ist, oben rechts eine goldene Waage, oben links ein goldener ausgespannter Messzirkel und unten zwei grüne Kleeblätter mit einander zugeneigten Stängeln, das eine rechts-, das andere linksgewandt. Darüber eine Grafenkrone mit neun sichtbaren Zacken und Perlen, und darüber ein gekrönter Helm mit fünf roten Straußenfedern. Die Helmdecken sind rot-golden. Als Schildhalter dienen rechts eine Jungfrau mit fliegenden Haaren, goldenem Brusttuch, langem roten, links bis zum Knie aufgeschlagenen Gewande, blauem goldbesetzten Mantel und geschnürten goldenen Sandalen; diese hält in der Rechten ein blaugebundenes Buch vor sich, in der Linken ein goldenes Kreuz; links ein wilder Mann, der mit einem über die linke Schulter geworfenen Bärenfell und daran befindlichem Kopf bekleidet ist und mit der linken Hand eine Keule auf den Boden stemmt. Die lateinische Devise lautet: Religioni et labori (deutsch: mit/durch Frömmigkeit und Arbeit). eine Variante ist die quadrierte Form des Wappens mit der Glocke im Herzschild, die anderen Felder zeigen 1. die Waage, 2. den Zirkel, 3. und 4. die Kleeblätter.

## Namensträger
- Theobald von Kurtzrock († 1682), kaiserlicher Gesandter in Bremen, Schwiegersohn des Hamburger Reichspostmeisters Vrints von Treuenfeld; Schwager des hildesheimischen Postmeisters Bagen von Ehrenfeld

- Maximilian Heinrich von Kurtzrock († 1735), Reichshofrat und kaiserlicher Resident beim niedersächsischen Reichskreis in Hamburg, Inhaber des Posthofs vor Hildesheim als fürstbischöfliches Lehen

- Johann Baptist von Kurtzrock, 1723/24 im Pontificium Collegium Germanicum et Hungaricum de Urbe
- Theobald Joseph von Kurtzrock (1702–1770), Reichshofrat, von 1738 bis 1751 kaiserlicher Resident beim niedersächsischen Reichskreis, Reichspostmeister in Hamburg

- Eugenius Alexander Peter von Kurtzrock, Domherr in Lübeck, Propst des Stifts zum Hl. Kreuz in Hildesheim, kurkölnischer Land- und Schatzrat
- Maximilian Gunther von Kurtzrock (1726– nach 1756), Domkapitular in Lübeck

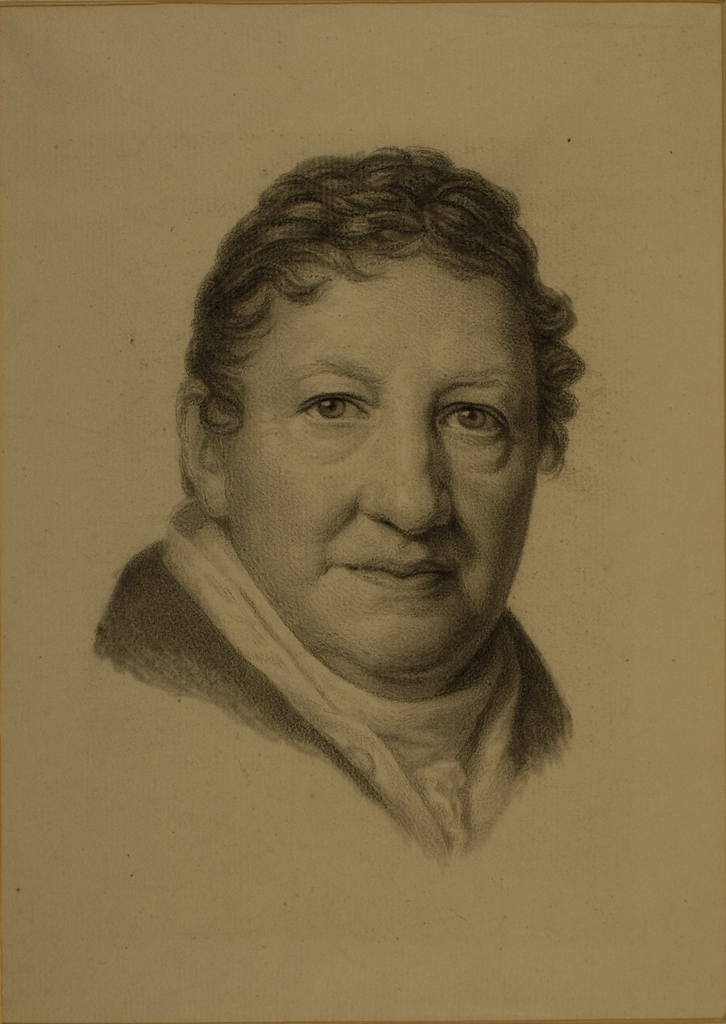
Clemens August von Kurtzrock, von Friedrich Carl Gröger (ca. 1805)
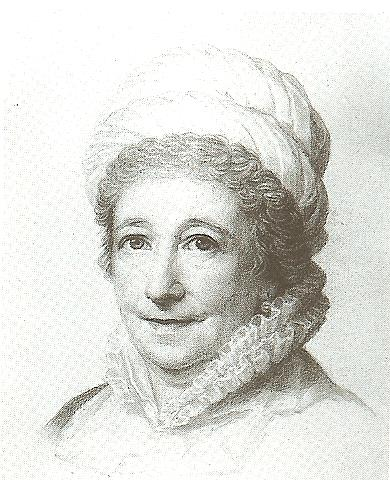
Maria Theresia von Kurtzrock, von Friedrich Carl Gröger (ca. 1805)

- Clemens August von Kurtzrock (1745–1822), Oberpostmeister in Hamburg

- Alexander Graf von Kurtzrock (1779–1838), k.k. Kämmerer, Thurn-und-Taxischer Oberstpostdirektor in Hamburg
- Clemens Graf von Kurtzrock (1782–1868), k.k. Kämmerer und Oberst

- Carl Josef Graf von Kurtzrock (1839–1865), österreichischer Offizier in mexikanischen Diensten, gefallen bei Ahuacatlán

- Theobald Graf von Kurtzrock (1785–1856), k.k. wirklicher Kämmerer, österreichischer Generalkonsul und Thurn-und-Taxischer Postdirektor in Lübeck
- Carl Graf von Kurtzrock (1790–1874), seit 1825 verheiratet mit Louise Freiin Testard de Montigny; er erwarb vor 1850 Burg Dattenfeld

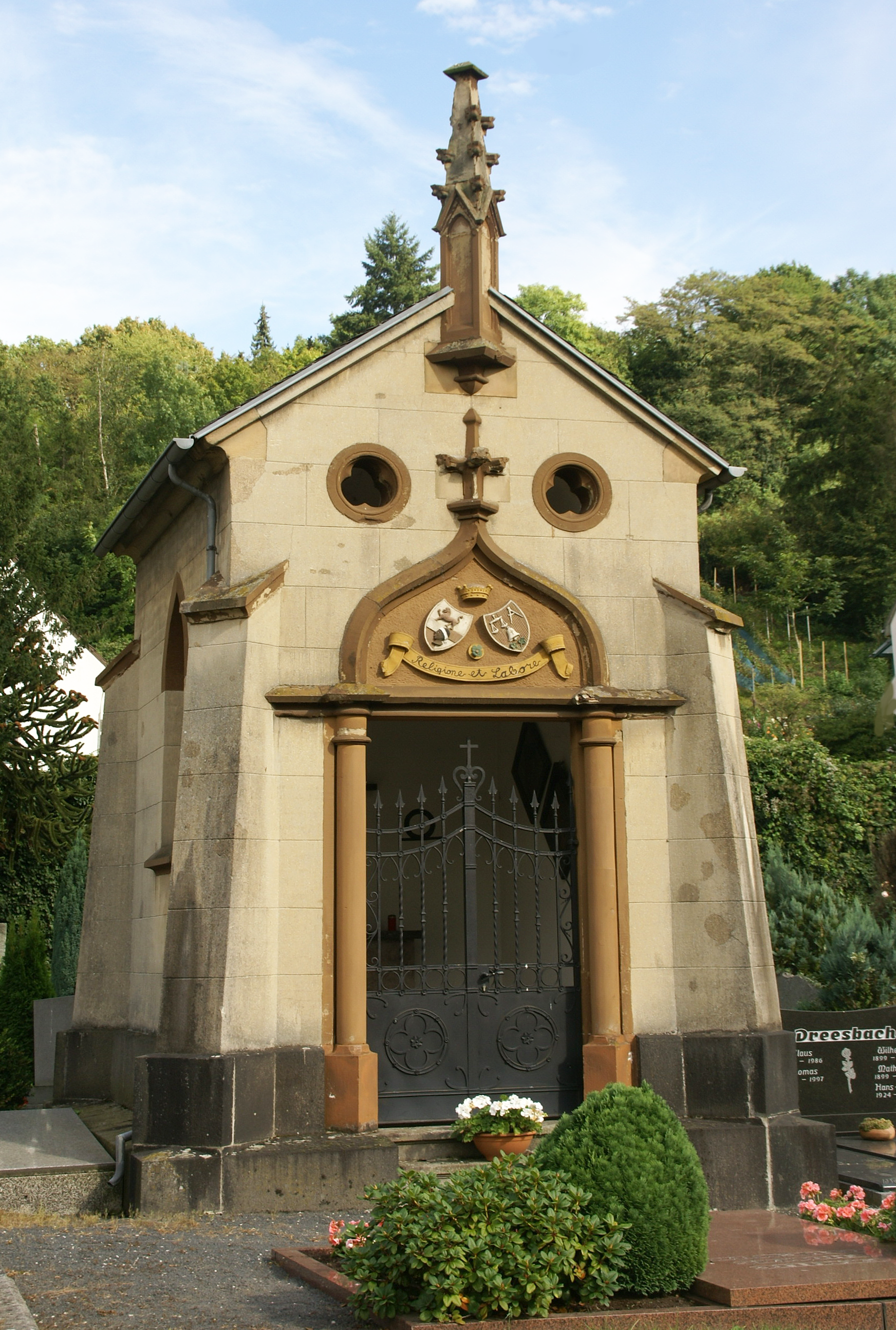
Familiengrablege Leonhart-Kurtzrock in Königswinter

- Maria Theresia Alexandrine (1829–), seit 1850 verheiratet mit Aloys Wladimir von Leonhart (* 1816 in Komerau/Böhmen als Sohn eines adligen Offiziers zu Prag); das Paar ließ 1893 die ursprünglich als Landhaus konzipierte Villa Leonhart in Königswinter am Rhein erbauen; in Königswinter befindet sich auch die Familiengruft; 1935 starb Tochter Sophie, und mit ihr die Familie aus; aus der Ehe waren hervorgegangen zwei Töchter und Sohn:

- Hugo Clemens Alexander Ladislaus Maria von Leonhart (1866 in Mainz–1921 in Bonn), seit 1883 preußischer Freiherr mit Namen von Leonhart-Kurtzrock; Herr auf Dattenfeld, Kesselbodengut (Tirol), Marienhof, Züllinghoven und Berkum; heiratete 1915 in Graz Victoria Agnes Karoline Johanna Maria (* 1888), Tochter des Obrist-Erbpostmeisters zu Bozen, Johann Egid Hermann Graf von Taxis-Bordogna; die Ehe war kinderlos geblieben und die Witwe verkaufte Burg Dattenfeld 1921

- Maximilian Alexander Joseph Freiherr von Kurtzrock (1748–1807), seit 1765 Domherr in Lübeck und erster Catholicus, Propst des Stifts zum Hl. Kreuz in Hildesheim, fürstbischöflicher Schlosshauptmann in Eutin
- Maria Antoinette Theresia Freiin von Kurtzrock (1750–1805), Kanonissin im Stift St. Walburgis (Soest), Mitglied der Accademia dell’Arcadia, korrespondierte mit Friedrich Gottlieb Klopstock und schuf eine Prosa-Übersetzung seines Messias ins Französische